# Salvatore Marchesi
Salvatore Marchesi, nome d'arte di Salvatore de Castrone della Rajata (Palermo, 15 gennaio 1822 – Parigi, 20 febbraio 1908), è stato un baritono, compositore, traduttore, librettista e maestro di canto italiano.

## Biografia
Appartenente a una famiglia aristocratica siciliana, fratello del giurista Giuseppe Castrone, a causa delle sue idee liberali lasciò la carriera militare presso l'esercito delle Due Sicilie e iniziò a studiare musica e canto dapprima a Palermo, con il compositore Pietro Raimondi, e successivamente a Milano con Francesco Lamperti e con Uranio Fontana. Dopo aver partecipato alle Cinque giornate nel 1848, si rifugiò negli Stati Uniti e debuttò a New York nel ruolo di Don Carlo dell'Ernani di Verdi. Tornato in Europa assunse il nome d'arte "Marchesi" e si stabilì a Londra dove studiò canto con Manuel García, il più rinomato maestro di canto dell'epoca, maestro del mezzosoprano Mathilde Graumann (1821-1913) la quale 19 aprile 1852 si sposò con il nostro e assunse il nome di Mathilde Marchesi. La coppia ebbe quattro figlie: Therése, Stella e Blanche. L'ultimogenita della coppia, Blanche Marchesi (1863-1940), baronessa Popper di Podhragy e più tardi baronessa Caccamisi, fu anch'essa una famosa cantante (mezzosoprano).
Salvatore Marchesi fu un cantante colto. Dotato di una voce baritonale definita di prim'ordine dal Carnini, svolse la sua attività di cantante soprattutto nelle sale da concerto e nei teatri, soprattutto nei paesi di lingua tedesca, fu professore di lingua italiana, fu in contatto con importanti musicisti (fra gli altri: Liszt, Verdi, Hiller, Meyerbeer) e tradusse in versione ritmica italiana numerose opere scritte primitivamente in lingua francese o tedesca. Assieme alla moglie fu per un decennio professore di canto al Conservatorio di Vienna. Nel 1861 i coniugi si recarono a Parigi e, appoggiati da Rossini, cercarono di ottenere un posto al Conservatorio di Parigi; non vi riuscirono per l'opposizione di Auber il quale contestò il metodo di canto basato sulla lingua italiana, e non sulla francese. I due aprirono allora una scuola privata a Parigi. Nel 1865 furono assunti al Conservatorio di Colonia, nel 1868 si trasferirono nuovamente al Conservatorio di Vienna dove rimasero fino al 1878 quando abbandonarono definitivamente l'insegnamento pubblico. Nel 1881 si trasferirono definitivamente a Parigi dove fondarono l'École Marchesi, una scuola privata da cui uscirono alcune fra le più importanti cantanti.

## Opera (selezione)

### Saggi
- Riassunto dell'arte del canto per tutte le voci: 20 vocalizzi, 2 voll., Milano: F. Lucca, 1867
- 24 esercizi facili e progressivi per lo sviluppo del meccanismo della voce e 6 esercizi di stile per basso baritono, Milano: Lucca, 1879

### Partiture musicali
- 6 esercizi di stile per basso baritono, Op. 19, Milano: Lucca, 1879
- Johanna-Valzer, op. 20, Milano: Lucca, 1871
- 24 nouvelles vocalises èlèmentaires et progressives pour tènor ou soprano avec accompagnement de piano : op.23, Vienna: Spina, 1875
- Le sei sorelle (canzoni popolari siciliane), Leipzig: Fr. Kistner, 1875
- Pourquoi? romance composée expressement pour M. G. Roger par Salvatore C. Marchesi, Paris: Schott, s.d. (deposito légale 1865). poesia di Victor Hugo

### Versioni ritmiche in lingua italiana
- Lohengrin, Tannhäuser, Der fliegende Holländer libretti e musica di Richard Wagner
- Die lustigen Weiber von Windsor (Le vispe comari di Windsor) (libretto di Salomon Hermann von Mosenthal, musica di Otto Nicolai)
- Abu Hassan (libretto di Franz Carl Hiemer, musica di Carl Maria von Weber)